# Vargem Grande do Sul
Vargem Grande do Sul là một đô thị ở bang São Paulo của Brasil. Đô thị này nằm ở tọa độ latitude 21º49'56" độ vĩ nam và kinh độ 46º53'37" độ vĩ tây, nằm ở độ cao 721 m trên mực nước biến. Dân số năm 2004 ước tính là 39.047 người. 

## Giáo hội Công giáo
Đô thị này có Giáo phận São João da Boa Vista.

## Địa lý

### Sông ngòi
- Sông Jaguari Mirim
- Rio Pardo
- Sông Verde

### Các xa lộ
- SP-344
- SP-215